# Walpole (New Hampshire)
Pour les articles homonymes, voir Walpole.
Walpole est une municipalité américaine située dans le comté de Cheshire au New Hampshire. Selon le recensement de 2010, sa population est de 3 734 habitants, dont 605 à Walpole CDP et 828 à North Walpole CDP.

## Géographie
La municipalité s'étend sur 36,70 milles carrés (95,05 km2), dont 1,53 milles carrés (3,96 km2) d'étendues d'eau.

## Histoire
La localité est fondée en 1736 sous le nom de Number 3, pour protéger les rives du Connecticut. Aussi appelée Great Falls, elle accueille un fort construit contre les attaques amérindiennes. En 1752, Walpole devient une municipalité. Elle est nommée en l'honneur de Robert Walpole ou d'une ville anglaise.

## Personnalités liées à Walpole
- Louisa May Alcott,
- Glover Morrill Allen,
- Ken Burns,
- Howard Petrie,
- Horace Wells,